# (945) Barcelona

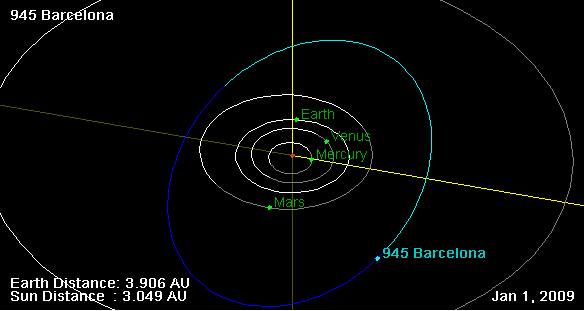
945 Orbite de Barcelone et sa position au 1er janvier 2009 (applet NASA Orbit Viewer)

(945) Barcelona est un astéroïde de la ceinture principale découvert le 3 février 1921 par l'astronome espagnol Josep Comas i Solà.
Sa désignation provisoire était 1921 JB. Il porte le nom de la ville de Barcelone.